# Dipo (socken i Kina, Guangxi)
Dipo (kinesiska: 地坡乡, 地坡) är en socken i Kina. Den ligger i den autonoma regionen Guangxi, i den södra delen av landet, omkring 290 kilometer öster om regionhuvudstaden Nanning.
Genomsnittlig årsnederbörd är 2 157 millimeter. Den regnigaste månaden är maj, med i genomsnitt 341 mm nederbörd, och den torraste är februari, med 39 mm nederbörd.